# Wali Mohammad Itoo
Wali Mohammad Itoo (falecido em 18 e mar ço de 1994) foi um político da Caxemira, líder da Conferência Nacional de Jammu e Caxemira e ex-presidente da assembleia legislativa de Jammu e Caxemira. Ele foi assassinado em 1994, e sua filha Sakina Itoo seguiu seus passos na política após sua morte.

## Biografia
Itoo, cujo pai era proprietário de terras na Caxemira, entrou na política como membro da Conferência Nacional de Jammu e Caxemira, acabando por se tornar líder do partido e ministro da receita do estado. Ele também foi nomeado presidente da assembleia legislativa de Jammu e Caxemira em 7 de julho de 1983. No primeiro mês do seu mandato, os vinte e três representantes do partido de oposição Congresso Nacional Indiano (INC) sentiram que ele era indevidamente partidário nas suas ações e iniciaram uma dharna (manifestação pacífica) contra ele; Itoo decidiu suspender os representantes do INC. Um ano depois, depois que a Conferência Nacional foi reduzida a uma minoria após uma divisão, Itoo foi destituído do cargo de presidente em 31 de julho de 1984.
Após o início da insurgência na Caxemira, no final da década de 1980, Itoo tornou-se um alvo porque a Conferência Nacional era pró-Índia. Sua casa na Caxemira foi granadada duas vezes e então ele se mudou com sua família, composta por sua esposa Sitara e cinco filhas, de volta para Jammu. Itoo foi um dos poucos políticos da Conferência que se dispôs a trabalhar activamente em público, apesar das ameaças às suas vidas: seis legisladores foram assassinados entre 1989 e 1992, enquanto militantes abriram fogo contra multidões e bombardearam civis no início de 1994.
Em 18 de março de 1994, ele foi assassinado no distrito de Talab Khatikan depois de sair de uma mesquita onde comparecia para as orações de sexta-feira. Os assassinos, com ordens de assassinar todos os políticos pró-Índia, caminharam até ele na rua movimentada e atiraram nele à queima-roupa. Cinco homens foram presos posteriormente. Depois de uma reunião de condolências realizada em Jammu, com a presença do ministro da segurança interna, Rajesh Pilot, seu corpo foi levado de avião para Awantipora para ser enterrado.
O irmão de Itoo, que também estava envolvido na política, foi posteriormente morto em 2001. A segunda filha de Itoo, Sakina, que estava estudando para se tornar médica no momento de sua morte, tornou-se política e ministra da Conferência Nacional. Ela sobreviveu a mais de 20 tentativas de assassinato.